# Max Grace
Max William Grace (* 14. Dezember 1942 in Ōtāhuhu, Neuseeland) ist ein ehemaliger neuseeländischer und später kanadischer Radrennfahrer.
1964 startete Max Grace für Neuseeland bei den Olympischen Spielen in Tokio im olympischen Straßenrennen und wurde 66., mit dem neuseeländischen Team belegte er Rang 18 im Mannschaftszeitfahren. Später ging er nach Kanada und nahm die dortige Staatsbürgerschaft an. Dreimal in Folge – 1970, 1971 und 1972 – wurde er kanadischer Straßenmeister. 1974 gewann er die Tour de Gastown.
Nach dem Ende seiner aktiven Radsportlaufbahn betätigte sich Max Grace als Organisator von Radrennen.